# Johann Julius Surland (Jurist, 1687)

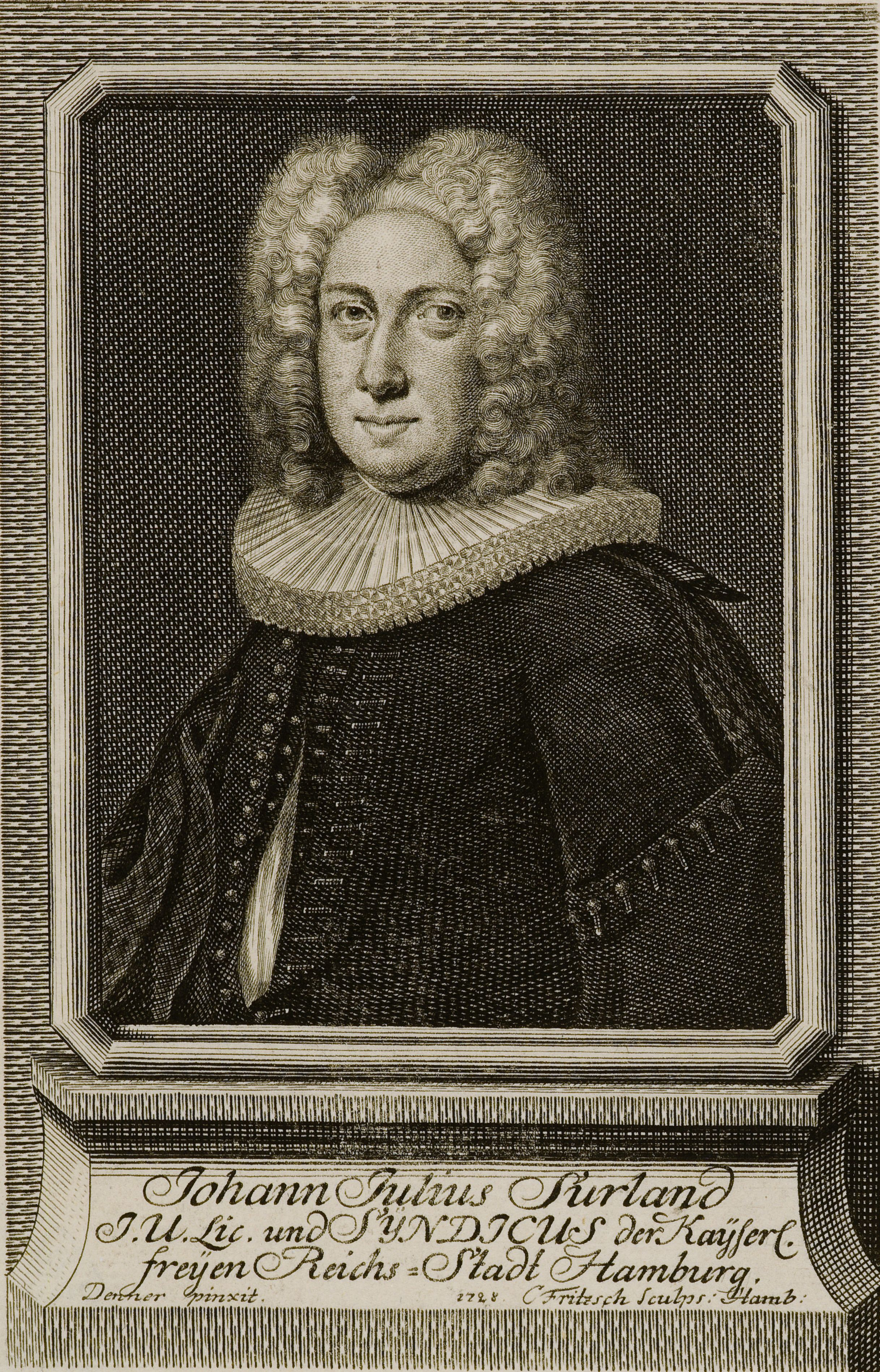
Kupferstich von Christian Fritzsch

Johann Julius Surland (* 21. Mai 1687 in Hamburg; † 23. Juli 1748 ebenda) war in deutscher Jurist und Ratssyndicus.

## Wirken als Jurist
Johann Julius Surland kam aus einer bedeutenden Hamburger Familie. Sein Vater Julius Surland (1657–1703) stieg 1702/03 zum Hamburger Bürgermeister auf. Die Mutter Sara (1655–1692) stammte aus der Kaufmannsfamilie Berenberg. Er hatte einen Bruder und eine Schwester und verbrachte die ersten Lebensjahre bis zum Tod der Eltern in Hamburg. Seine Vormünder gaben ihn dann nach Merseburg, wo er unter anderem Unterricht von Johann Hübner erhielt. Danach setzte er die Ausbildung an der Gelehrtenschule des Johanneums in seiner Geburtsstadt fort und wechselte 1705 an das Athenaeum Stade, wo ihn Michael Richey nachhaltig beeinflusste. Nach dem Abitur 1707 studierte er Jurisprudenz, Philosophie, Mathematik und Naturwissenschaften in Altdorf bei Nürnberg und Leipzig.
Nach Studienende reiste Surland und kam 1713 zurück nach Hamburg. Da er an anderen Orten keine Stelle fand, blieb er dort und arbeitete zunächst als Advokat unter seinem späteren Schwiegervater Johann Friedrich Fürsen. Da er als vielseitig gebildet galt und ungewöhnlich gute Sprachkenntnisse hatte, qualifizierte er sich in kurzer Zeit für höhere Ämter. Der Rat der Stadt Hamburg wählte ihn am 11. Oktober 1719 zum Syndicus. Nachdem sein Kollege Johann Anton Winkler 1728 verstorben war, amtierte Surland als ältester Syndici.
Aufgrund seiner Fähigkeiten führte Surland zumeist Aufträge außerhalb Hamburgs aus. Er übernahm 24 Gesandtschaften und reiste unter anderem an den Hof des österreichischen Kaisers und an die Sitze der Könige Preußens, Dänemarks und Englands. Außerdem trat er für die Belange Hamburgs vor Reichsgerichten ein. Surland kannte die komplizierten politischen Zusammenhänge und gesetzlichen Grundlagen sehr gut und galt als geschickter Diplomat. Außerdem unterhielt er viele Kontakte zu bedeutenden Personen, die er für seine Arbeit nutzte.
1724/25 reiste Surland mit Barthold Heinrich Brockes nach Berlin und Hannover, um in Streitigkeiten mit dem Schauenburger Hof zu verhandeln. 1731 beteiligte er sich in Kopenhagen an Verhandlungen zu Münzen und dem Handel. 1741 ernannte ihn der Fürst von Schwarzburg zum Pfalzgrafen. Aufgrund seiner Verdienste galt er als Kandidat für das Amt des Hamburger Bürgermeisters, erreichte es aber nicht. 1745 repräsentierte er den Hamburger Rat bei der Thronbesteigung Franz I. in Wien.
Surland war seit 1716 verheiratet mit Rebecca Catharina Fürsen, der Tochter seines ersten Arbeitgebers. Das Ehepaar hatte vier Söhne und zwei Töchter, von denen der gleichnamige Sohn Johann Julius ein erfolgreicher Hochschullehrer wurde.

## Wirken als Aufklärer
Neben dem Wirken als Diplomat und Politiker engagierte sich Surland in der Patriotischen Gesellschaft von 1723, die deutschlandweit für die Frühzeit der Aufklärung bedeutend war. Während einige Mitglied der Gemeinschaft eher publizistisch hervortraten, übernahm Surland als Ratssyndicus zumeist eine Vermittlerrolle zu den Ratsmitgliedern. Somit verhalf er den „Patrioten“ zu der notwendigen politischen Unterstützung.
Ein Hinweis auf die Bedeutung Surlands für die Patriotische Gesellschaft ist die Widmung des dritten Bandes der „Poesie der Nieder-Sachsen“ seines Mitstreiters Christian Friedrich Weichmann, für die Surland drei Beiträge selbst schrieb. Bedeutender als diese Texte war seine Beteiligung in acht Personen umfassenden Gemeinschaft von Herausgebern der Wochenschrift Der Patriot von 1724 bis 1726. Dabei schrieb er selbst die Teile 2 und 7 und gemeinsam mit Weichmann Teil 13. Insbesondere in Band 2 kritisierte er mit Hilfe der erfundenen Familie „Schaamroth“ Verhaltensweisen, die aus Luxus und Verschwendung, Geltungsbedürfnis und Süchten entstanden, womit die Aufklärer in Konflikt mit Kirche und Staat gerieten, die darüber bis zu dieser Zeit alleine geurteilt hatten.